# ぽっぽ焼き

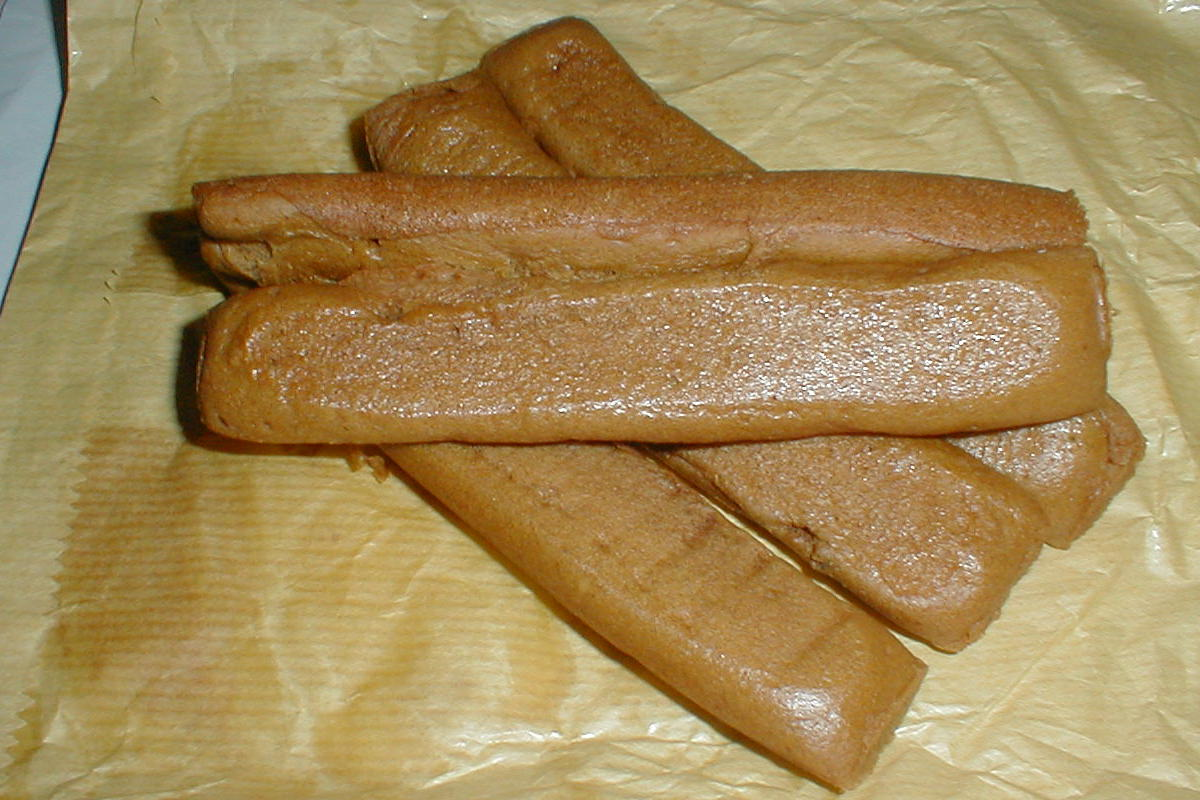
ぽっぽ焼き

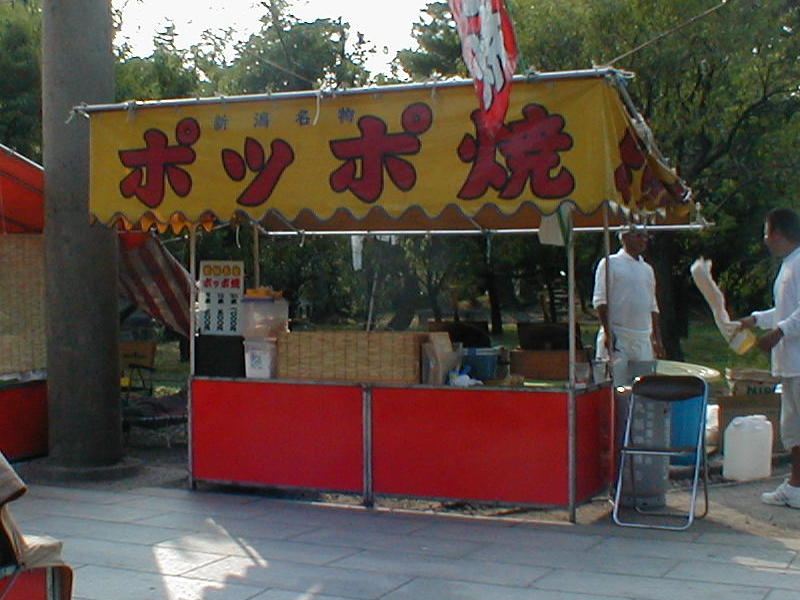
ぽっぽ焼きの屋台

ぽっぽ焼き（ぽっぽやき）とは、新潟県下越地方で見られる長細いパンのような菓子。有力な発祥元とされる新発田市を中心とする阿賀北以北では蒸気パン（じょうきパン）とも呼ぶ。

## 概要
薄力粉に黒砂糖と水、重曹を加え、専用の焼き器で焼き上げたもので、茶褐色で細長く、やや扁平な形状をしている。温かい状態で販売され、もちもちとした食感と黒砂糖の素朴な風味を味わえる。
発祥地は新潟県新発田市とされ、明治終期のころに焼きねり菓子として考案されたものとされている。
専用の焼き台（「かま」と呼ばれる）があるため新規参入が容易ではないという事情があり、「かま」は一般には出回っておらず、特注か人づてでないと入手できない。「かま」の内部には4リットルの水が張り巡らされるなど様々な工夫が施されている。焼き手同士は、技術の伝承や材料の共同仕入れ、出店先の調整などで強く結びついており、地域の食文化を守るために生地の作り方などが統一されている
焼き台から蒸気が出るため蒸し菓子と誤解される場合もあるが、蒸気は焼き器本体を炉熱からまもるラジエーターから発生したものであり、蒸気で生地を蒸し焼きにしているわけではない。近年では蒸気の出ない焼き器を使用する業者も見られる。
2000年に新潟県立図書館が行った調査によれば、1994年に発行された冊子の中にぽっぽ焼きの資料があること以外に、ぽっぽ焼きに関する資料を見つけることができなかったとある。
アルビレックス新潟はホームスタジアムの売店のラインナップに「ぽっぽ焼き」を加えようとしていたが、その際に、ぽっぽ焼きは「テキ屋」のものとされていたため権利関係に困っており、事情に通じていた警察官が仲介役となって、その警察官が売店をやることで金銭的なやり取りなしにスタジアムの売店で販売できるようになった。

## 名前の由来
名前の由来には諸説ある。以下に代表的な説を挙げる。
- 焼き器の蒸気口に笛をつけポーポーと鳴る音で客寄せをしたことから。
- 蒸気が上がる様子が蒸気機関車（ポッポ）に似ていることから、蒸気パンと呼ばれるようになった[3][5]。
- 焼き上がりが「蒲の穂」に似ていることから「穂っぽい焼き」が訛って「ぽっぽ焼き」となったとする説。
- 沖縄の駄菓子である「ぽーぽー」が新潟に伝わったものだとする説。ただし、厳密には「ぽーぽー」には黒砂糖は入っていない。沖縄の駄菓子で黒砂糖が入っているものは「ちんびん」と呼ばれている。

## 販売地域
新発田市を始め、新潟市や村上市などの下越地方を中心に、また三条市など一部中越地方でも、主に祭りや縁日、花見、朝市の会場などの屋台で売られており、一般の小売店などで目にすることはまずないが、稀に平時でもスーパーの駐車場等に屋台が出店されている場合もある。これらの地域においては人気が高く、屋台の定番となっている。
3本あたり100円程度で、9本、15本、30本単位で売られている場合が多い。近年では上越地方での出店も多くなり、新潟県下共通の味となりつつある。新潟県内で放送される県内のお菓子などの特集番組では必ずと言っていい程、取り上げられる。